# Gelbgefleckter Mohrenfalter
Der Gelbgefleckte Mohrenfalter (Erebia manto) ist ein Schmetterling (Tagfalter) aus der Familie der Edelfalter (Nymphalidae). Das Artepitheton leitet sich von Manto, der Tochter des Sehers Teiresias aus der griechischen Mythologie ab.

## Merkmale

### Falter
Die Vorderflügel der Falter, die eine Flügelspannweite von etwa 25 bis 32 Millimetern haben, sind dunkelbraun gefärbt und zeigen eine große Variabilität, die auch geographisch begründet ist. Teilweise sind sie einfarbig braun, teilweise zeigen sie rotbraune Binden in der Postdiskalregion. Sie ähneln deshalb anderen Mohrenfalterarten, aber es lassen sich bei den männlichen Faltern keine allgemein gültigen Unterscheidungsmerkmale anführen. Sehr gut zu erkennen sind hingegen die Weibchen, die meistens sehr auffällige gelbe Flecke auf der Hinterflügelunterseite zeigen, worauf auch der deutsche Name der Art zurückzuführen ist. Gelegentlich können diese Flecke auch weißlich oder orangegelb ausfallen.

### Raupe, Puppe
Die Raupen sind grünlich bis ockergelb gefärbt und mit feinen schwarzen Borsten ausgestattet. An den Seiten sind mehrere Reihen schwarzer Kommastriche zu erkennen. Die Puppe hat eine gelbliche Farbe und zeigt schwarz gezeichnete Flügelscheiden.

## Verbreitung und Lebensraum
Der Gelbgefleckte Mohrenfalter kommt in europäischen Gebirgen in Höhen von etwa 900 bis 2500 Metern vor, so in den Alpen, den Pyrenäen, dem Kantabrischen Gebirge, dem Zentralmassiv, den Vogesen, den Karpaten und den Bergen der Herzegowina. Die Art ist vorzugsweise auf blütenreichen Bergwiesen, grasigen Hängen, Almen und Weiden sowie an Waldrändern zu finden.

## Lebensweise
Die Falter leben in einer Generation von Juli bis September. Der Entwicklungszyklus dauert zwei Jahre.  Die Raupen ernähren sich vorzugsweise von Schwingelarten (Festuca), insbesondere von Gewöhnlichem Rot-Schwingel (Festuca rubra). Sie verpuppen sich frei an der Erde und die Falter schlüpfen bereits drei Wochen später.

## Gefährdung
In Deutschland kommt die Art nur an einigen Stellen der bayerischen Alpen vor und wird auf der Roten Liste gefährdeter Arten in Kategorie R (Art mit geographischer Restriktion) geführt. An sehr lokalen Plätzen kann sie recht zahlreich erscheinen.